# Ascalaphus intermedius
Ascalaphus intermedius är en insektsart som beskrevs av Lefèbvre 1842. Ascalaphus intermedius ingår i släktet Ascalaphus och familjen fjärilsländor. Inga underarter finns listade i Catalogue of Life.